# 沃马居城堡

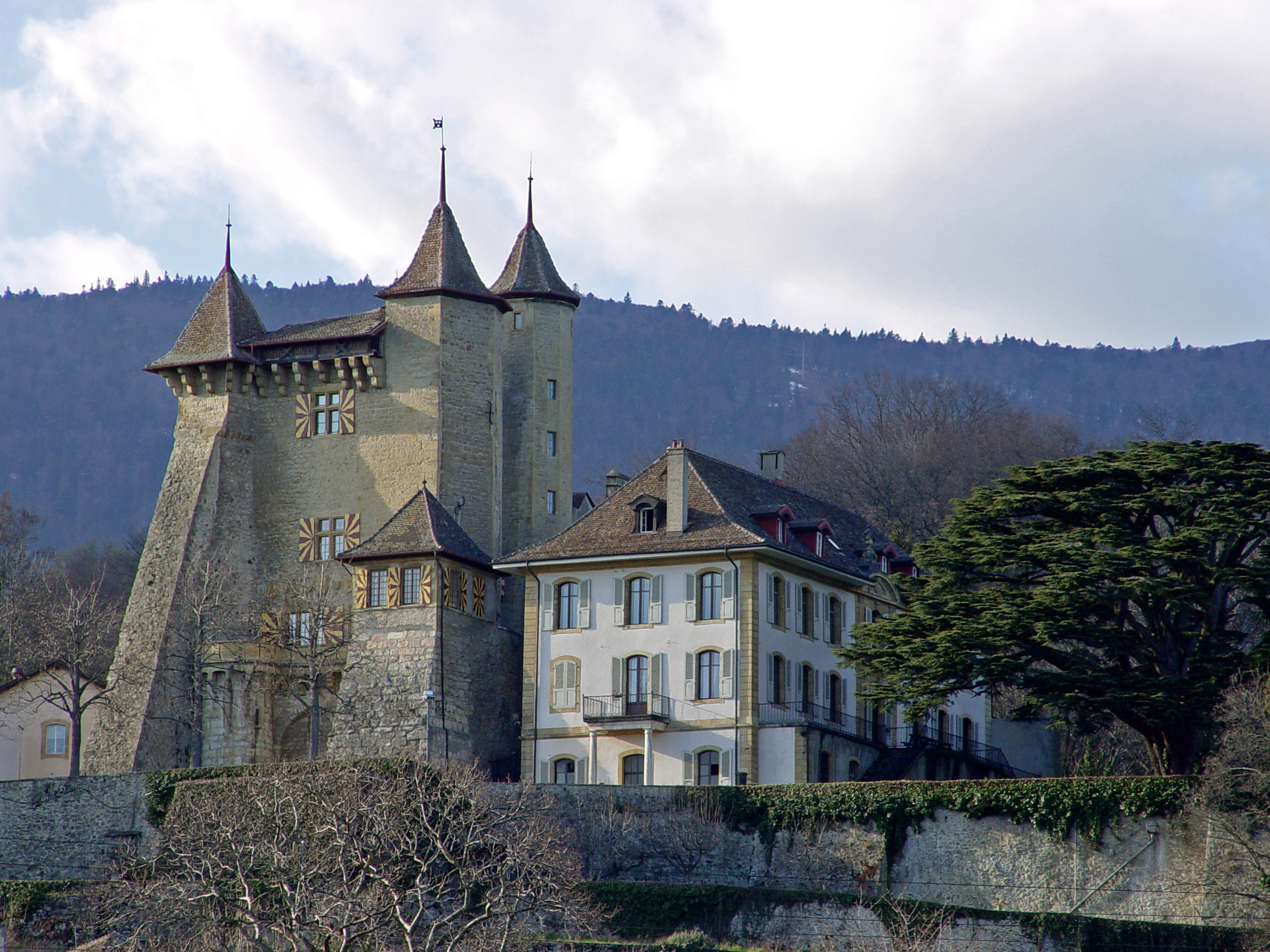
沃马居城堡

46°52′44.81″N 6°45′17.45″E / 46.8791139°N 6.7548472°E
沃马居城堡（法語：Château de Vaumarcus）是瑞士纳沙泰尔州小镇沃马居的一座中世纪城堡，坐落于纳沙泰尔湖北岸。现作为一家高档酒店和会所对外开放。

## 历史
沃马居城堡由当地领主建于13世纪。1309年售予纳沙泰尔。1476年的格朗松之战中，城堡被毁。现存建筑大都建于战役以后。